# Episodi di Hill Street giorno e notte (prima stagione)
La prima stagione della serie televisiva Hill Street giorno e notte è stata trasmessa in anteprima negli Stati Uniti d'America dalla NBC tra il 15 gennaio 1981 e il 26 maggio 1981.
| nº | Titolo originale                    | Titolo italiano | Prima TV USA     | Prima TV Italia |
| -- | ----------------------------------- | --------------- | ---------------- | --------------- |
| 1  | Hill Street Station                 |                 | 15 gennaio 1981  |                 |
| 2  | Presidential Fever                  |                 | 17 gennaio 1981  |                 |
| 3  | Politics as Usual                   |                 | 22 gennaio 1981  |                 |
| 4  | Can World War III Be an Attitude?   |                 | 24 gennaio 1981  |                 |
| 5  | Double Jeopardy                     |                 | 31 gennaio 1981  |                 |
| 6  | Film at Eleven                      |                 | 7 febbraio 1981  |                 |
| 7  | Choice Cut                          |                 | 14 febbraio 1981 |                 |
| 8  | Up in Arms                          |                 | 21 febbraio 1981 |                 |
| 9  | Your Kind, My Kind, Humankind       |                 | 28 febbraio 1981 |                 |
| 10 | Gatorbait                           |                 | 7 marzo 1981     |                 |
| 11 | Life, Death, Eternity               |                 | 14 marzo 1981    |                 |
| 12 | I Never Promised You a Rose, Marvin |                 | 21 marzo 1981    |                 |
| 13 | Fecund Hand Rose                    |                 | 25 marzo 1981    |                 |
| 14 | Rites of Spring                     |                 | 19 maggio 1981   |                 |
| 15 | Jungle Madness                      |                 | 26 maggio 1981   |                 |